# Xenophrys caudoprocta
Xenophrys caudoprocta är en groddjursart som först beskrevs av Shen 1994.  Xenophrys caudoprocta ingår i släktet Xenophrys och familjen Megophryidae. IUCN kategoriserar arten globalt som otillräckligt studerad. Inga underarter finns listade i Catalogue of Life.